# Притула, Сергей Дмитриевич
Серге́й Дми́триевич Приту́ла (укр. Сергій Дмитрович Притула; род. 22 июня 1981, Збараж, Тернопольская область, Украинская ССР) — украинский общественный и политический деятель, телеведущий, актёр, стендап-комик, автор и сопродюсер народного скетч-шоу «Файна Юкрайна», экс-ведущий «Кто сверху?». Основатель именного Благотворительного фонда Сергея Притулы. Кандидат в народные депутаты от партии «Голос» на парламентских выборах 2019 года. Кандидат на пост городского главы Киева в 2020 году. Набрал 56 900 (7,87 %) голосов.

## Биография

### Ранние годы
Родился 22 июня 1981 года в городе Збараж в Тернопольской области. В 1997 году занял 2-е место на Украине на защите научных работ в Малой Академии Наук Украины. Школу окончил с золотой медалью. Поступил в Тернопольскую академию народного хозяйства.
На протяжении обучения в университете был активным участником ряда молодёжных организаций. Вместе с единомышленниками создал неформальный союз «Творцы» (укр. Митці), а также самиздательство «Слюна» (укр. Слина). Параллельно с обучением играл в «КВН», участвовал в конкурсах художественной самодеятельности.

### 1998—2003: радио
В 1998 году прошёл кастинг на должность радиоведущего и после длительной подготовки, в январе 1999 года появился в эфире «Радио Тернополь 106.1 FM» под эфирным псевдонимом «Серый».
В 1999 году оплатил курс обучения в одном из лондонских колледжей, сдал экстерном ближайшую сессию.
В 2000—2001 годах учился в Лондоне.
Разочаровавшись в учёбе, начал работать. Работал в Лондоне строителем и грузчиком, официантом и помощником повара.
Вернувшись в Тернополь, занимал должность студенческого декана своего института, и возобновил работу на «Радио Тернополь».
В 2002 году возглавил студенческую забастовку в ВУЗе, защитил диплом и остался работать в должности директора центра молодёжных инициатив, учился в магистратуре. Несмотря на большую занятость, активно участвовал в промоакциях, организациях концертов, гастролировал с командами «КВН» по Украине.

### 2004—2009: начало карьеры на телевидении
В 2004 году прошёл кастинг на должность ведущего программы «Было ваше — стало наше» и уже вскоре появился в эфире одного из общенациональных каналов.
В 2005 году получил приглашение от столичной радиостанции «Music-радио» и в ноябре приступил к работе в эфире, переехал в Киев.
В 2006—2009 годы — резидент «Comedy Club UA», участник еженедельных вечеринок и телеверсий. В рамках «Comedy Club UA» создаёт едкий, язвительный образ, резко высказывается в сторону украинских знаменитостей, присутствующих в зале.
В 2008 году Сергей Притула вместе со своим коллегой по «Comedy Club UA» Александром Педаном возглавляет утренний эфир Нового канала — становится ведущим популярного телешоу «Подъём». Дальнейшие его телепроекты бессменно связаны с Новым каналом.
С августа 2008 года — актёр, автор и сопродюсер народного скетч-шоу «Файна Юкрайна». Его партнёр по шоу — Андрей Молочный. Другие шоу: «КабриоЛето», «Подъём», «Пой, если сможешь», «Педан-Притула-ШОУ» («ППШ»), «Страсти по ревизору», «Суперинтуиция», «Варьяты-шоу».

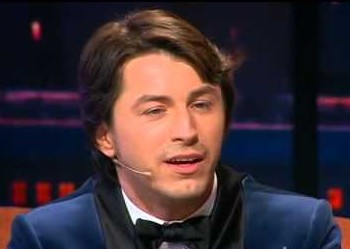
Сергей Притула в 2013 году

### 2010-е
В 2012 году Притула стал креативным продюсером развлекательного телешоу «Кто сверху?» и его постоянным ведущим.
В феврале 2013 года на телеэкранах Украины появилось «Педан-Притула шоу», в котором он принимал участие вместе с Александром Педаном.
В 2017 году был ведущим премии Телетриумф и национального отбора Евровидение 2017.
В 2018 году ведущий национального отбора и комментатор Евровидения 2018.
Кандидат в народные депутаты от партии «Голос» на парламентских выборах 2019 года.
11 августа 2020 года на съезде «Голоса» выдвинул свою кандидатуру на пост городского главы Киева.
7 июня 2021 года Притула огласил о выходе из партии «Голос» из-за несогласия с решениями руководства партии и голосования однопартийцев.

## Общественная деятельность
Осудил российское вторжение на Украину. Является активистом волонтёрского движения, которое оказывает помощь украинским солдатам, принимающим участие в войне с Россией.
Инициатор проекта по сбору средств «Народний Байрактар». За три дня фонд собрал 600 млн гривен на четыре Bayraktar TB2, но после завершения сбора турецкая компания Baykar сообщила, что не будет принимать оплату за беспилотники и отправит их  бесплатно.
18 августа 2022 года на деньги, собранные ранее на Байкрактары, объявил о покупке спутника ICEYE для Вооружённых сил Украины, который многократно увеличивает возможности украинской армии для разведки местности и планирования операций.
В ноябре 2022 года фонд Сергея Притулы начал сбор 200 млн гривен на закупку 50 бронетранспортёров FV103 Spartan для ВСУ. По результатам сборов удалось закупить на 10 машин больше, чем планировалось.
В марте 2023 года благотворительный фонд Притулы сообщил о закупке 101 гусеничного бронетранспортёра. Среди приобретённых машин техника восьми моделей: FV103 Spartan, FV104 Samaritan, FV105 Sultan, FV4333 Stormer, Shielder, FV432, FV434, FV106 Samson.

## Личная жизнь
Первая жена Притулы — Юлия Андрийчук из Тернополя. В этом браке в 2008 году у Сергея родился сын Дмитрий. Во второй раз шоумен женился в 2015 году на Екатерине Сопельник. В этом браке у него родились две дочери — Соломия (2017) и Стефания (2021). А в 2025 году родился сын Марк.
Играет в страйкбол. Состоит в команде «Каскад», Тернополь.

## Фильмография

### Телевидение
| Год       | Название                          | Телеканал             | Заметки            |
| --------- | --------------------------------- | --------------------- | ------------------ |
| 2004—2005 | Было ваше, стало наше             | Интер                 |                    |
| 2006—2009 | Comedy Club Украина               | Интер 1+1 Новый канал | Юмористическое шоу |
| 2008—2011 | Подъем                            | Новый канал           | Утреннее шоу       |
| 2008—2010 | Файна Юкрайна                     | Новый канал           | Юмористическое шоу |
| 2012      | КабриоЛето                        | Новый канал           |                    |
| 2012—2021 | Кто сверху?                       | Новый канал           | Юмористическое шоу |
| 2013—2014 | ППШ (Педан-Притула Шоу)           | Новый канал           |                    |
| 2014—2019 | Страсти по Ревизору               | Новый канал           |                    |
| 2015—2020 | Суперинтуиция                     | Новый канал           |                    |
| 2015      | Телетриумф                        | СТБ                   |                    |
| 2016—2021 | Варьяты-шоу                       | Новый канал           | Юмористическое шоу |
| 2017—2021 | Национальный отбор на Евровидение | UA: Первый СТБ        |                    |
| 2018      | Новые лидеры                      | ICTV                  |                    |
| 2019      | Дети против звёзд                 | Новый канал           |                    |
| 2021      | Где логика?                       | Новый канал           |                    |

### Дубляж
- 2012[15] — «Снежная Королева» — Тролль Орм
- 2016 — Тайная жизнь домашних животных — Снежок
- 2018 — «Украденная принцесса: Руслан и Людмила» — Нестор Летописец[16]
- 2019 — Тайная жизнь домашних животных 2 — Снежок

### Кино
- 2018 — Секс и ничего личного — Василий[17]

## Награды
- Орден «За заслуги» ІІ степени (2022)[18]
- Орден «За заслуги» ІІІ степени (2019)[19]